# Andreï Vedernikov
Pour les articles homonymes, voir Vedernikov.
Andreï Gueorguievitch Vedernikov (en russe : Андрей Георгиевич Ведерников), né le 1er octobre 1959 à Ijevsk (oblast de Kouïbychev, URSS) et mort le 29 février 2020 dans la même ville, est un coureur cycliste soviétique puis russe, dont la carrière s'est déroulée dans les onze dernières années de l'URSS. 
C'est avec le maillot de l'équipe de l'URSS qu'il conquiert en 1981 le titre de champion du monde sur route amateur individuel.

## Biographie
Originaire de la région, c'est presque naturellement que le jeune espoir du cyclisme Andreï Vedernikov est formé par le centre du cyclisme de Kouïbychev, qui est rattaché à l'Armée de l'Air soviétique. Comme Sergueï Soukhoroutchenkov, Valeri Iardy, Boris Choukhov, Anatoli Yarkine, quatre champions olympiques dont s'enorgueillit la « pépinière de Kouibychev », il prend rang en 1981 parmi les meilleurs cyclistes soviétiques. Le maillot arc-en-ciel qu'il remporte lors de l'édition du championnat du monde des amateurs le 29 août 1981 à Prague couronne un jeune coureur : il a moins de 22 ans. De plus, athlète de taille très moyenne (1,72 m et 68 kg), son profil est identique à celui de bien des coureurs « occidentaux ». Enfin, c'est au sprint qu'il s'impose au terme des 187 km de course. Sa victoire surprise fait appel aux qualités requises habituellement en pareil cas : pointe de vitesse, contrôle de la course par l'équipe, sens de l'opportunité. Coureur normal, et non pas machine à dévider les kilomètres, sa victoire serait sans doute passée inaperçue si elle n'était la première dans cette épreuve individuelle des championnats du monde des « amateurs » d'un ressortissant de l'Union soviétique. Comme la majorité des champions du monde des amateurs, Andrei Vedernikov n'a pas eu ensuite une carrière cycliste exceptionnelle. Après avoir côtoyé les « professionnels » lors de sa participation au sein d'un équipe soviétique, à deux Tours d'Espagne open en 1985 et 1986, il passe lui-même professionnel en 1991, après une saison 1990 où il court en France sous le maillot de l'équipe Didier Louis à la suite d'un accord passé entre ce petit sponsor et l'équipe moscovite du CSKA, le club de l'Armée soviétique.
Il participe à deux reprises au Tour de l'Avenir avec l'équipe cycliste de l'Union soviétique. Il termine 23e en 1981, 20e en 1982.
Il meurt le 29 février 2020, écrasé par un tronc d'arbre dans un établissement de santé à Ijevsk.

## Palmarès

### Palmarès année par année
- 1979
  - 3e du Tour de Slovaquie
- 1980
  - Tour du Mexique : 
    - Classement général
    - 2e, 5e, 6e et 9e étapes[5]

  - 6e et 7e étapes du Tour de Yougoslavie
  - 2e du Tour de Yougoslavie
- 1981
  -  Champion du monde sur route amateurs
  - 2e, 8e et 9e étapes du Tour de Cuba
  - 8e étape du Milk Race[6]
  - 9e étape du Tour de l'Avenir[7]
  - Tour de Slovaquie
  - 6e étape du Tour de Sotchi
  - 2e du Tour de Grande-Bretagne (Milk Race)
- 1982
  - 7e étape du Tour d'Italie amateur
  - Dubnica-Ostrava (Tchécoslovaquie)
  - 2e du Tour de Rhénanie-Palatinat
- 1984
  - 3e du Tour de l'URSS
- 1985
  - Tour de l'URSS
- 1989
  - Course de Mlada Boleslav (Tchécoslovaquie)[8]
  - 2e du Tour de Lidice
  - 3e du Tour de Slovaquie
- 1990
  - 3e étape de la Ronde de l'Isard

### Résultats sur les grands tours

#### Tour d'Espagne
2 participations :
- 1985 : abandon ;
- 1986 : 60e.

## Distinction
- 1981 : Maître des sports émérite de l'Union soviétique.